# Премія «Золота дзиґа» найкращому художнику з костюмів
Премія «Золота дзиґа» найкращому художнику з костюмів — одна з кінематографічних нагород, що надається Українською кіноакадемією в рамках Національної кінопремії «Золота дзиґа». Її присуджують художнику з костюмів фільму українського виробництва, починаючи з церемонії Другої національної кінопремії 2018 року.
Першим переможцем у цій номінації стала Світлана Симонович за фільм «Червоний» (реж. Заза Буадзе). Премію на церемонії Другої національної кінопремії, що відбулася 20 квітня 2018 року вручили переможцю засновник та голова оргкомітету Ukrainian Fashion Week Ірина Данилевська та стиліст Іл'яс Сахтара.

## Переможці та номінанти
Нижче наведено список лауреатів, які отримали цю премію, а також номінанти. ★ Імена переможців виділені окремим кольором

## 2010-ті
| Церемонії   | Художник(и)          | Фільм                              | Режисер(и)                   |
| ----------- | -------------------- | ---------------------------------- | ---------------------------- |
| 2-га (2018) | ★ Світлана Симонович | «Червоний»                         | Заза Буадзе                  |
| 2-га (2018) | • Марина Коломієць   | «Припутні»                         | Аркадій Непиталюк            |
| 2-га (2018) | • Надія Кудрявцева   | «Кіборги»                          | Ахтем Сеїтаблаєв             |
| 3-тя (2019) | ★ Марія Керо         | «Шляхетні волоцюги»                | Олександр Березань           |
| 3-тя (2019) | • Олена Гресь        | «Брама»/«Секс і нічого особистого» | Володимир Тихий/Ольга Ряшина |
| 3-тя (2019) | • Костянтин Кравець  | «Коли падають дерева»              | Марися Нкітюк                |
| 4-та (2020) | ★ Антоніна Белінська | «Захар Беркут»                     | Джон Вінн, Ахтем Сеїтаблаєв  |
| 4-та (2020) | • Надія Кудрявцева   | «Гуцулка Ксеня»                    | Олена Дем'яненко             |
| 4-та (2020) | • Ася Сутягіна       | «Додому»                           | Наріман Алієв                |
| 4-та (2020) | • Кароліна Шеремета  | «Фокстер і Макс»                   | Анатолій Матешко             |

## 2020-ті
| Церемонії    | Художник(и)                 | Фільм                              | Режисер(и)               |
| ------------ | --------------------------- | ---------------------------------- | ------------------------ |
| 5-та (2021)  | ★ Галина Отенко, Марія Керо | «Толока»                           | Михайло Іллєнко          |
| 5-та (2021)  | • Наталя Стєпанєєва         | «Безславні кріпаки»                | Роман Перфільєв          |
| 5-та (2021)  | • Кароліна Шеремета         | «Атлантида»                        | Валентин Васянович       |
| 5-та (2021)  | • Андрій Яремій             | «Погані дороги»                    | Наталія Ворожбит         |
| 2022         | не проводилась              | не проводилась                     | не проводилась           |
| 6-та (2022)* | ★ Олена Гресь               | «Стоп-Земля»                       | Катерина Горностай       |
| 6-та (2022)* | • Костянтин Кравець         | «Носоріг»                          | Олег Сенцов              |
| 6-та (2022)* | • Надія Кудрявцева          | «Сторонній»                        | Дмитро Томашпольський    |
| 7-ма (2023)  | ★ Марія Квітка              | «Памфір»                           | Дмитро Сухолиткий-Собчук |
| 7-ма (2023)  | • Яна Нікітенко             | «Щедрик»                           | Олеся Моргунець-Ісаєнко  |
| 7-ма (2023)  | • Наталія Скаржепа          | «Максим Оса та золото Песиголовця» | Мирослав Латик           |
| 7-ма (2023)  | • Ася Сутягіна              | «Люксембург, Люксембург»           | Антоніо Лукіч            |
| 8-ма (2024)  | ★ Гала Отенко, Марія Керо   | «Довбуш»                           | Олесь Санін              |
| 8-ма (2024)  | • Володимир Кузнецов        | «Ля Палісіада»                     | Філіп Сотниченко         |
| 8-ма (2024)  | • Марія Керо                | «Уроки толерантності»              | Аркадій Непиталюк        |